# Playin' It Cool
| Recensione | Giudizio |
| ---------- | -------- |
| AllMusic   | [ 1 ]    |

Playin' It Cool è il primo album discografico come solista a nome del bassista e cantante statunitense Timothy B. Schmit, pubblicato dalla casa discografica Asylum Records nell'ottobre del 1984.

## Tracce

### LP
Lato A (ST-EA-60359-1-A-SP)
1. Playin' It Cool – 5:36 (John David Souther, Timothy B. Schmit, Josh Leo, Vince Melamed)
2. Lonely Girl – 3:59 (Josh Leo)
3. So Much in Love – 2:16 (William Edward (Billy) Jackson, Roy Straigis, George Williams)
4. Something's Wrong – 4:09 (Timothy B. Schmit, Vince Melemed, Josh Leo)

Lato B (ST-EA-60359-1-B-SP)
1. Voices – 1:38 (Timothy B. Schmit)
2. Wrong Number – 2:39 (Timothy B. Schmit, Michael Towers, Scott Strong)
3. Take a Good Look Around You – 3:21 (Timothy B. Schmit, Kenny Koch)
4. Tell Me What You Dream – 4:47 (Vince Melamed, Josh Leo, Timothy B. Schmit)
5. Gimme the Money – 4:40 (Josh Leo, Timothy B. Schmit)

## Musicisti
Playin' It Cool
- Timothy B. Schmit - voce, basso, cori di sottofondo
- Josh Leo - chitarre (tutte)
- Vince Melamed - tastiere
- Craig Krampf - batteria
- Sam Clayton - cori di sottofondo
- Jeddrah Schmit (The Coolettes) -  cori di sottofondo
- Jean Cromie (The Coolettes) -  cori di sottofondo
- Renee La Rose Leo (The Coolettes) -  cori di sottofondo
- Carole Damien (The Coolettes) -  cori di sottofondo
- Joan Kreiss (The Coolettes) -  cori di sottofondo
- Joy Harris (The Coolettes) -  cori di sottofondo
- Debra Dobkin (The Coolettes) -  cori di sottofondo
- Lindah Lauderbough (The Coolettes) -  cori di sottofondo

Lonely Girl
- Timothy B. Schmit - voce, basso, cori di sottofondo
- Vince Melamed - tastiere
- Batteria (Roland 808)
- Harry Stinson - rullante
- Craig Krampf - percussioni
- Carl Wilson - cori di sottofondo
- Josh Leo - percussioni, cori di sottofondo
- Don Henley - percussioni

So Much in Love
- Timothy B. Schmit - voce (tutte le parti vocali), basso
- John Robinson - batteria

Something's Wrong
- Timothy B. Schmit - voce, basso, cori di sottofondo
- Josh Leo - chitarra (primo solo)
- Steve Lukather - chitarra (secondo solo e solo parte finale)
- Joe Walsh - chitarra slide (terzo solo)
- Vince Melamed - tastiere
- Don Henley - batteria, cori di sottofondo

Voices
- Timothy B. Schmit - voce (tutte le parti vocali), chitarra

Wrong Number
- Timothy B. Schmit - voce
- Steve Lukather - chitarre
- David Paich - tastiere, percussioni
- Vince Melamed - tastiere
- Greg Smith - sassofono baritono
- Bill Bergman - sassofono tenore
- Jim Coile - sassofono tenore
- Bob Glaub - basso
- Jeff Porcaro - batteria, percussioni
- John David Souther - cori di sottofondo

Take a Good Look Around You
- Timothy B. Schmit - voce (tutte le parti vocali), percussioni
- Steve Lukather - chitarra elettrica
- Josh Leo - chitarra acustica
- David Paich - tastiere
- Vince Melamed - tastiere
- Bob Glaub - basso
- Jeff Porcaro - batteria, percussioni

Tell Me What You Dream
- Timothy B. Schmit - voce, basso
- Steve Lukather - chitarra
- Vince Melamed - tastiere
- Stephen Allen - sassofono tenore
- Jeff Porcaro - batteria, tambourine

Gimme the Money
- Timothy B. Schmit - voce
- Josh Leo - chitarra ritmica (primo solo), basso, coro e armonie vocali
- Joe Walsh - chitarra (secondo solo e parte finale solo)
- Mike Utley - organo
- Craig Krampf - batteria
- Keith Knudsen - tambourine
- Rita Coolidge - cori di sottofondo
- Max Gronenthal - cori di sottofondo
- David Lasley - cori di sottofondo

Note aggiuntive
- Josh Leo e Timothy B. Schmit - produttori
- Russ Titelman - produttore (solo brano: So Much in Love)
- Registrazioni (e mixaggio) effettuate al Record One di Los Angeles, California (eccetto il brano: So Much in Love)
- Niko Bolas - ingegnere delle registrazioni
- Richard Bosworth - ingegnere delle registrazioni
- Wayne Tanouye, Denny Densmore, Bob Loftus e Duane Seyhorn - secondi ingegneri delle registrazioni
- Registrazioni aggiunte effettuate al Redwing Studios di Los Angeles, California
- Larry Hinds e Ernie Sheesley - secondi ingegneri delle registrazioni
- Mastering di Joe Gastwirt, assistito da Danny Hersch
- Mastering effettuato al JVC Cutting Center, Inc. di Hollywood, California
- Brano So Much in Love, registrato al Warner Bros. (Amigo Studios)
- Mark Linett - ingegnere delle registrazioni (solo il brano So Much in Love)
- Gary Burden - art direction e design copertina album originale (per la R. Twerk & Co.)
- Henry Diltz - fotografia copertina album originale
- Progetto copertina di: Gary Burden, Bruce Ayers, Jean Cromie e Thimothy B. Schmit[4]

## Classifica
Album
| Anno | Classifica    | Posizione raggiunta |
| ---- | ------------- | ------------------- |
| 1984 | Billboard 200 | 160                 |

Singoli
| Anno | Titolo del brano | Classifica            | Posizione raggiunta |
| ---- | ---------------- | --------------------- | ------------------- |
| 1982 | So Much in Love  | Billboard Hot 100     | 59                  |
| 1982 | So Much in Love  | Adult Contemporary    | 27                  |
| 1984 | Playin' It Cool  | Mainstream Rock Songs | 48                  |